# Stictostix parra
Stictostix parra är en skalbaggsart som först beskrevs av Sylvain Auguste de Marseul 1870.  Stictostix parra ingår i släktet Stictostix och familjen stumpbaggar. Inga underarter finns listade i Catalogue of Life.